# Lucas Höler
Lucas Höler (Achim, Baja Sajonia, Alemania, 10 de julio de 1994) es un futbolista alemán. Juega de delantero y su equipo es el S. C. Friburgo de la Bundesliga alemana.

## Estadísticas
Actualizado al último partido disputado el 17 de mayo de 2025.
| Club                             | Div.          | Temporada     | Liga  | Liga  | Copas nacionales | Copas nacionales | Copas internacionales | Copas internacionales | Total | Total |
| Club                             | Div.          | Temporada     | Part. | Goles | Part.            | Goles            | Part.                 | Goles                 | Part. | Goles |
| -------------------------------- | ------------- | ------------- | ----- | ----- | ---------------- | ---------------- | --------------------- | --------------------- | ----- | ----- |
| VfB Oldenburg · Alemania         | 4.ª           | 2013-14       | 34    | 9     | ―                | ―                | ―                     | ―                     | 34    | 9     |
| VfB Oldenburg · Alemania         | Total club    | Total club    | 34    | 9     | 0                | 0                | 0                     | 0                     | 34    | 9     |
| 1. FSV Maguncia 05 II · Alemania | 3.ª           | 2014-15       | 26    | 10    | ―                | ―                | ―                     | ―                     | 26    | 10    |
| 1. FSV Maguncia 05 II · Alemania | 3.ª           | 2015-16       | 37    | 11    | ―                | ―                | ―                     | ―                     | 37    | 11    |
| 1. FSV Maguncia 05 II · Alemania | Total club    | Total club    | 63    | 21    | 0                | 0                | 0                     | 0                     | 63    | 21    |
| SV Sandhausen · Alemania         | 2.ª           | 2016-17       | 32    | 6     | 2                | 0                | ―                     | ―                     | 34    | 6     |
| SV Sandhausen · Alemania         | 2.ª           | 2017-18       | 16    | 7     | 1                | 1                | ―                     | ―                     | 17    | 8     |
| SV Sandhausen · Alemania         | Total club    | Total club    | 48    | 13    | 3                | 1                | 0                     | 0                     | 51    | 14    |
| S. C. Friburgo · Alemania        | 1.ª           | 2017-18       | 14    | 1     | 0                | 0                | ―                     | ―                     | 14    | 1     |
| S. C. Friburgo · Alemania        | 1.ª           | 2018-19       | 26    | 4     | 2                | 0                | ―                     | ―                     | 28    | 4     |
| S. C. Friburgo · Alemania        | 1.ª           | 2019-20       | 34    | 8     | 2                | 0                | ―                     | ―                     | 36    | 8     |
| S. C. Friburgo · Alemania        | 1.ª           | 2020-21       | 33    | 4     | 2                | 0                | ―                     | ―                     | 35    | 4     |
| S. C. Friburgo · Alemania        | 1.ª           | 2021-22       | 34    | 7     | 6                | 0                | ―                     | ―                     | 40    | 7     |
| S. C. Friburgo · Alemania        | 1.ª           | 2022-23       | 26    | 5     | 3                | 1                | 3                     | 0                     | 32    | 6     |
| S. C. Friburgo II · Alemania     | 3.ª           | 2022-23       | 1     | 0     | ―                | ―                | ―                     | ―                     | 1     | 0     |
| S. C. Friburgo II · Alemania     | Total club    | Total club    | 1     | 0     | 0                | 0                | 0                     | 0                     | 1     | 0     |
| S. C. Friburgo · Alemania        | 1.ª           | 2023-24       | 33    | 7     | 2                | 0                | 10                    | 0                     | 45    | 7     |
| S. C. Friburgo · Alemania        | 1.ª           | 2024-25       | 31    | 6     | 3                | 1                | ―                     | ―                     | 34    | 7     |
| S. C. Friburgo · Alemania        | Total club    | Total club    | 231   | 42    | 20               | 2                | 13                    | 0                     | 264   | 44    |
| Total carrera                    | Total carrera | Total carrera | 377   | 85    | 23               | 3                | 13                    | 0                     | 413   | 88    |
| 1. 2.                            |               |               |       |       |                  |                  |                       |                       |       |       |